# Gábor Vona

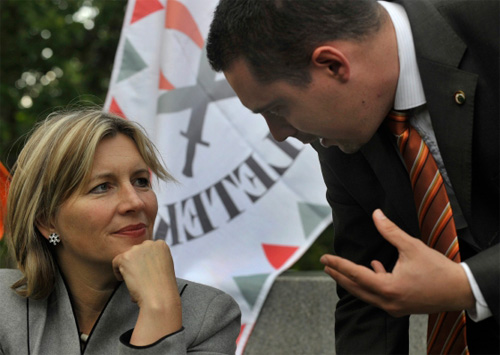
Krisztina Morvai (* 1963) a Gábor Vona

Gábor Vona (* 20. srpen 1978, Gyöngyös, Maďarsko) je maďarský politik, bývalý předseda pravicové strany Jobbik (2007–2018) a jejího polovojenského hnutí Maďarská garda (2007–2009). Na post předsedy strany rezignoval po volbách v roce 2018.

## Biografie
Gábor Vona se narodil pod jménem Gábor Zázrivecz dne 20. srpna 1978 v Gyöngyös v župě Heves. Byl vychováván v antikomunistické rodině. Jeho děd (rovněž Gábor Vona) padl roku 1944 v boji proti sovětům v bitvě u Torda v Transylvánii.
Studoval na Eötvös Loránd Tudományegyetem v Budapešti historii a psychologii. Krátkou dobu pracoval jako učitel dějepisu.
Roku 2003 se oženil s Krisztinou Vona-Szabó a o tři roky později se mu narodil syn Benedek. Rodina v současnosti žije v budapešťské čtvrti Óbuda. Z cizích jazyků ovládá angličtinu a italštinu.

## Politická kariéra
V roce 2006 se stal, jakožto zakládající člen, v pořadí druhým předsedou Jobbik Magyarországért Mozgalom.
Pod jeho vedením začala strana rychle posilovat. V létě 2007 se stal zakládajícím členem a prvním předsedou sdružení Maďarská garda. V eurovolbách 2009 již Jobbik získal tři europoslance a stal se tak třetí nejsilnější politickou stranou v Maďarsku. To se potvrdilo i při parlamentních volbách 2010, kdy byl Gábor Vona kandidátem strany na post premiéra. Jobbik soupeřil s levicovou MSZP o druhé místo (vítězství Fidesz bylo předem všeobecně známo), nakonec strana získala 47 mandátů. Vona se stal poslancem a předsedou parlamentní frakce své strany.

### Politické zásady
Otevřeně se hlásí k maďarskému nacionalismu. Je přesvědčen, že je nutné přiznat autonomii Maďarům, kteří kvůli Trianonské smlouvě žijí za hranicemi dnešního Maďarska.
Strana Jobbik nebojuje, dle slov Gábora Vona, proti Romům, nýbrž proti nepoctivým lidem.